# Follow the Blind
Follow the Blind är det tyska bandet Blind Guardians andra album. Det släpptes 1989.

## Låtlista
1. "Inquisition" - 0:40
2. "Banish from Sanctuary" - 5:27
3. "Damned for All Time" - 4:57
4. "Follow the Blind" - 7:10
5. "Hall of the King" - 4:16
6. "Fast to Madness" - 5:57
7. "Beyond the Ice" - 3:28
8. "Valhalla" - 4:56
9. "Don't Break the Circle" - 3:28 (cover)
10. "Barbara Ann" - 2:43 (cover)